# Chapelle de la Maladière-de-Veige
La chapelle de la Maladière-de-Veige ou chapelle Sainte-Madeleine est une chapelle située à Cornier, en France.

## Localisation
Cette chapelle est située dans le département français de la Haute-Savoie, sur la commune de Cornier.

## Historique
L'édifice est inscrit au titre des monuments historiques en 1932.